# Dodson (Montana)
Dodson est une ville de l'État américain du Montana, située dans le comté de Phillips. Selon le recensement de 2010, sa population est de 124 habitants.